# تینا ۱۲۲۲
سیارک ۱۲۲۲ (به انگلیسی: 1222 Tina، نامگذاری:1932LA) هزار و دویست و بیست و دومین سیارک کشف شده‌است که در ۱۱ ژوئن ۱۹۳۲ کشف شد.
قدر مطلق سیارک برابر ۱۰٫۳۰ است.